# Орчата

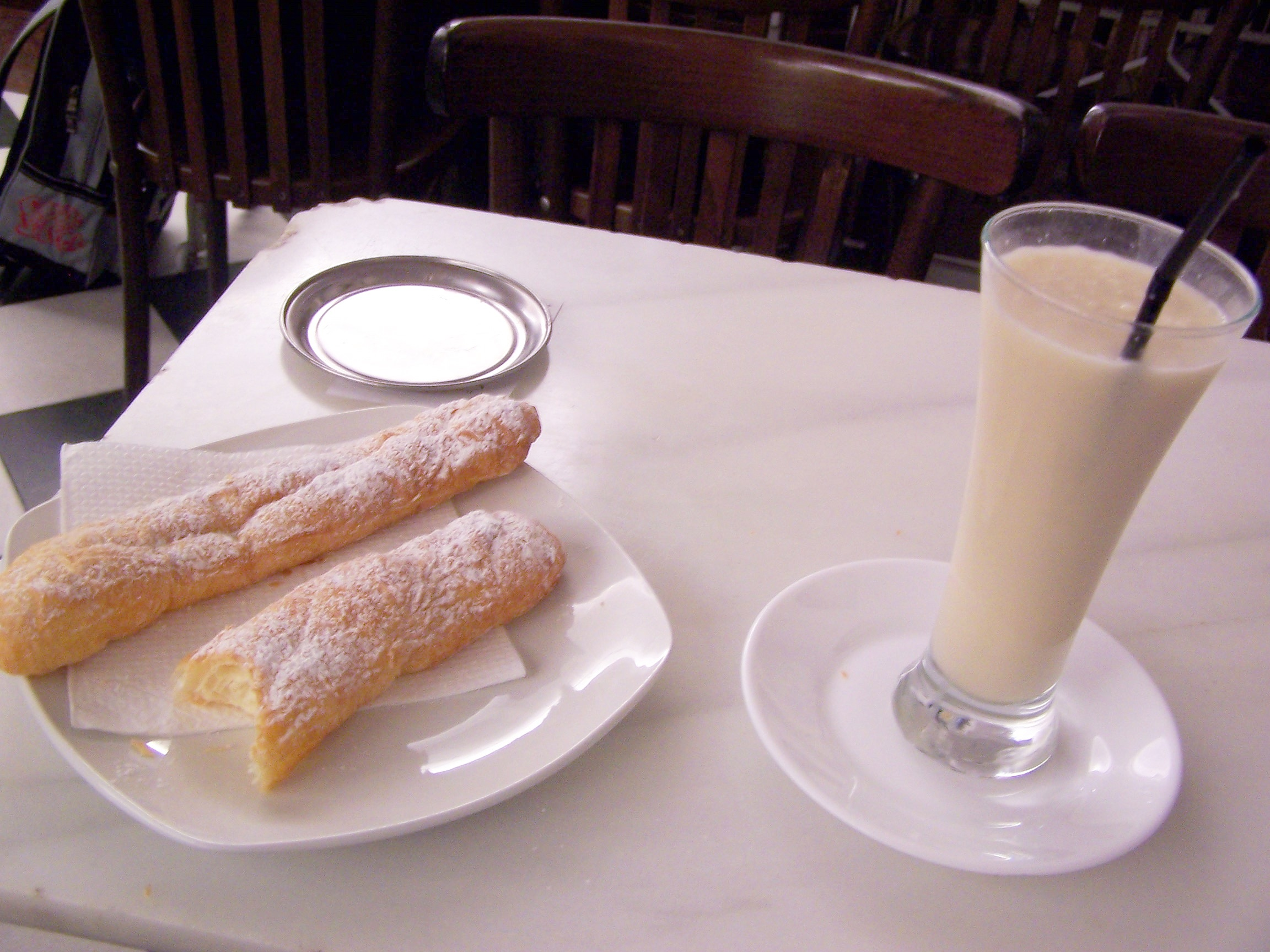
Стакан испанской орчаты с булочками (фартонами)

Орча́та (исп. horchata), или орша́та (кат. orxata) — название нескольких видов безалкогольных прохладительных напитков, приготовляемых из молотого миндаля, кунжута, риса, ячменя или клубеньков чуфы.

## Происхождение
В Испании орчатой называют, как правило, напиток, приготовленный из размолотых или истолчённых клубеньков чуфы, воды и сахара и подаваемый охлаждённым. Считается, что идея приготовления орчаты из чуфы возникла в период мусульманского присутствия в Валенсии (VIII—XIII века).
Название напитка происходит, вероятно, от итал. orzata, в свою очередь, происходящего от лат. hordeum (ячмень), поскольку первоначально оршад делали из отвара ячменя.
Существует также легенда, согласно которой король Арагона Хайме I, впервые попробовав орчату в Валенсии, поинтересовался, что это такое. Девушка, поднёсшая напиток, сказала, что это «молоко из чуфы» (llet de xufa). Король воскликнул: Açò no és llet, açò és OR, XATA! (с кат. — «Это не молоко, это золото, красавица!»). От этих слов, якобы, и произошло название напитка.

## Разновидности

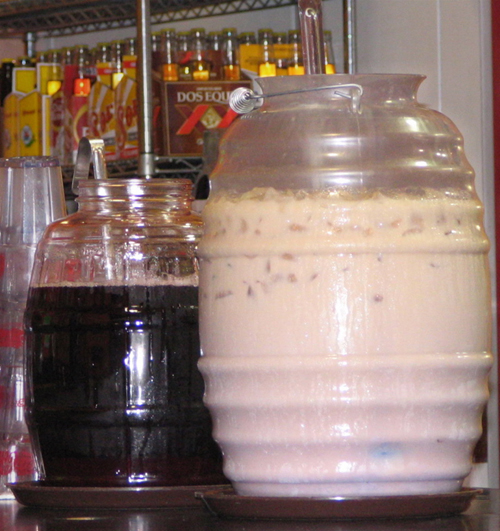
Прохладительные напитки в мексиканском ресторане в Сиэтле (США). На переднем плане — большая банка с орчатой

Орчата из чуфы считается фирменным напитком испанского региона Валенсия. Здесь её пьют холодной, обмакивая в напиток специальную вытянутую булочку — фартон.
В латиноамериканских странах орчату приготовляют из различных злаков или орехов (например, кокос, арахис, миндаль, кешью), с добавлением молока или без него, иногда с ароматическими добавками типа ванили и корицы:
- Например, в Мексике орчату делают из риса, всегда с добавлением корицы, иногда с ванилью.
- В Сальвадоре вместо риса используется мексиканская горлянка, семена хикаро (jicaro) — одного из видов калебасового дерева (Crescentia alata).
- В Никарагуа и Гондурасе — семена хикаро (jicaro) вместе с рисом и специями, с добавлением молока и сахара.
- В Пуэрто-Рико орчата приготовляется из кунжута с добавлением молока или воды.
- Латиноамериканское население США предпочитает рисовый вариант миндальному.
- В Венесуэле, помимо классической безалкогольной орчаты, можно встретить одноимённый алкогольный напиток.